# Џејк и Дебели
Џејк и Дебели је америчка криминалистичка драма у којој главне улоге тумаче Вилијам Кoнрад, Џо Пени и Алан Кембел. Серија се емитовала на каналу ЦБС-у пет сезона од 26. септембра 1987. године до 6. маја 1992. године. Серија Дијагноза: Убиство је огранак ове серије.

## Радња
Џ. Л. "Денели" Мекејб је бивши полицајац са Хонолулуа који је постао окружни тужилац у Лос Анђелесу и пореклом Хавајчанин. Њему је ортак згодни посебни истражитељ срећне руке Џејк Стајлс. Њих двојица се често сукобљавају због различитих стилова и личности. "Дебели" тешко да путује било где без свог кућног љубимца, булдога Макса. Радња серије се одвијала у Лос Анђелесу током прве сезоне. После завршетка серије Магнум, приватни истражитељ, радња серије је пресељена на Хаваје. Друга, трећа и пола четврте сезоне су снимане на Хонолулуу, а онда се серија вратила у Лос Анђелес где је и остала до краја.

## Улоге
- Вилијам Конрад као окружни тужилац Џејсон Лохинвар "Дебели" Мекејб
- Џо Пени као детектив Џејк Стајлс
- Алан Кембел као помоћник окружног тужиоца Дерек Мичел

## Продукција

### Развој
Конрад је играо тужиоца пред пензијом у дводелној епизоди "Дон" серије Метлок током прве сезоне на каналу НБЦ. Извршни продуценти Фред Силверман и Дин Харгров су одлучили да искористе тај лик као узор за главни лик нове серије коју су стварали за ЦБС. И Пени је играо у тим епизодама, али његов лик није био на истој страни као Конрадов у правној причи те епизоде.
После Харгрововог одласка, извршни продуцент Дејвид Месинџер и Џери Тејлор су доведени да воде серију са Силверманом. Такође су запослили Џ. Мајкла Страшинског као директора серије, а касније и као копродуцента. Тејлорова и Месинџер су водили сериј удве године пре него што су је на крају напустили због несугласица око вођења.

### Контраверза
Џо Пени је изгубио доста на тежини после преласка серије на Хаваје што је довело до многих гласина о његовом здрављу међу којима је била могућност да има СИДУ. Он је у ствари патио од гастроентеролшког вируса и било му је тешко да поврати изгубљену тежину. Кад се серија вратил у Лос Анђелес, тада се посумњало да је то због Пенија. Ни то није била истина јер је то био ЦБС-ов потез.

## Епизоде
| Season | Season | No. of episodes | Originally aired    | Originally aired  |
| Season | Season | No. of episodes | First aired         | Last aired        |
| ------ | ------ | --------------- | ------------------- | ----------------- |
|        | Увод   | 2               | 28. октобар 1986.   | 4. новембар 1986. |
|        | 1      | 23              | 26. септембар 1987. | 6. април 1988.    |
|        | 2      | 11              | 15. март 1989.      | 24. мај 1989.     |
|        | 3      | 26              | 20. септембар 1989. | 16. мај 1990.     |
|        | 4      | 24              | 12. септембар 1990. | 8. мај 1991.      |
|        | 5      | 22              | 18. септембар 1991. | 6. април 1992.    |

## Огранак
У деветнаестој епизоди четврте сезоне серије Џејк и Дебели "Није ми пало на памет" играо је Дик ван Дајк у улози др. Марка Слоуна, лекара који решава злочине. Успех те епизоде прво је довео до низа од три филма, а после и до серије Дијагноза: Убиство која је почела на каналу ЦБС 29. октобра 1993. године.